# Дизање тегова на Летњим олимпијским играма 2012 — до 63 кг за жене
Такмичење у дизању тегова у категорији до 63 кг у женској конкуренцији на Олимпијским играма 2012. је одржано 31. јула у лондонском Ексел центру са почетком у 10 часова. Ово такмичење је одржано као шеста од петнаест дисциплина програма дизања тегова.
Учествовало је 10 такмичарки из исто толико земаља.

## Систем такмичења
Свака дисциплина дизања тегова се састоји од два дела. У првом делу се тег диже из једног потеза са земље до изнад главе (трзај), а у другом делу се, углавном са већим тежинама, тег диже до изнад колена у једном трзају при чему се дизач обично спушта на кољена да би себи олакшао, затим диже на рамена опет спуштајући се према земљи и практично дижући тег ногама, и на крају увис, опет се помажући ногама (избачај). Сваки такмичар има право на три покушаја у сваком од ова два начина дизања. Сабирање резултата у ова два начина дизања тегова, обија се укупна резултат на основу којег се добија коначан пласман.
Светски и олимпијски рекорди се воде одвојено у оба начина и укупно.

## Земље учеснице
| - Аустралија (1) - Бугарска (1) - Канада (1) - Фиџи (1) | - Казахстан (1) - Мексико (1) - Никарагва (1) | - Перу (1) - Русија (1) - Турска (1) |

## Рекорди пре почетка такмичења
(стање 30. јул 2012.)
| Светски рекорд     | Трзај   | Светлана Царукајева | Русија     | 117 кг | Париз, Француска    | 8. новемвар 2011.   |
| Светски рекорд     | Избачај | Маја Манеза         | Казахстан  | 143 кг | Анталија, Турска    | 20. септембар 2010. |
| Светски рекорд     | Укупно  | Liu Haixia          | Кина       | 257 кг | Чијанг Мај, Тајланд | 23. септембар 2007. |
| Олимпијски рекорди | Трзај   | Hanna Batsiushka    | Белорусија | 115 kg | Атина, Грчка        | 18. август 2004.    |
| Олимпијски рекорди | Избачај | Наталија Скакун     | Украјина   | 135 кг | Атина, Грчка        | 18. август 2004.    |
| Олимпијски рекорди | Укупно  | Chen Xiaomin        | Кина       | 242 кг | Сиднеј, Аустралија  | 19. септембар 2000. |

## Рекорди после такмичења
| Олимпијски рекорди | Укупно | Маја Манеза | Казахстан | 245 кг | Лондон, Уједињено Краљевство | 31. јул 2012. |

## Победнице
|                         |                              | '                      |
| Маја Манеза · Казахстан | Светлана Царукајева · Русија | Кристин Жирар · Канада |

## Сатница
| Датум                 | Време | Ниво   |
| --------------------- | ----- | ------ |
| Уторак, 31. јул 2012. | 15:30 | Финале |

## Резултати
Због малог броја такмичарки, све су се такмичиле у једној групи.
| Поз.                                     | Такмичар                     | Тежина | Трзај | Трзај | Трзај | Трзај | Трзај | Избачај | Избачај | Избачај | Избачај | Избачај | Укупно |
| Поз.                                     | Такмичар                     | Тежина | 1     | 2     | 3     | Рез.  | Плас. | 1       | 2       | 3       | Рез.    | Плас.   | Укупно |
| ---------------------------------------- | ---------------------------- | ------ | ----- | ----- | ----- | ----- | ----- | ------- | ------- | ------- | ------- | ------- | ------ |
| align=left\|Маја Манеза, Казахстан       | 62,21                        | 106    | 110   | 112   | 110   | 2     | 135   | 144     | 144     | 135     | 1       | 245 ОР  |        |
| align=left\|Светлана Царукајева · Русија | 62,42                        | 106    | 111   | 112   | 112   | 1     | 125   | 130     | 130     | 125     | =5      | 237     |        |
| align=left\| Кристин Жирар, Канада       | 62,87                        | 103    | 105   | 105   | 103   | 4     | 130   | 133     | 135     | 133     | 2       | 236     |        |
| 4                                        | Сибел Шимшек, Турска         | 62,28  | 105   | 105   | 105   | 105   | 3     | 130     | 133     | 133     | 130     | 4       | 235    |
| 5                                        | Милка Манева, Бугарска       | 62,66  | 98    | 102   | 105   | 102   | 5     | 125     | 131     | 134     | 131     | 3       | 233    |
| 6                                        | Luz Acosta, Мексико          | 62,91  | 99    | 103   | 104   | 99    | 6     | 119     | 125     | 127     | 125     | =5      | 224    |
| 7                                        | Seen Lee, Аустралија         | 59,65  | 78    | 83    | 86    | 83    | 7     | 98      | 103     | 106     | 103     | 7       | 186    |
| 8                                        | Марија Лику, Фиџи            | 61,45  | 78    | 82    | 85    | 82    | 8     | 100     | 105     | 105     | 100     | 8       | 182    |
| 9                                        | Лусија Кастењеда · Никарагва | 62,45  | 76    | 79    | 79    | 79    | 9     | 91      | 97      | 97      | 97      | =9      | 176    |
| 10                                       | Силвана Салдаријага, Перу    | 58,11  | 70    | 75    | 75    | 75    | 10    | 92      | 97      | 101     | 97      | =9      | 172    |